# Stelis chihobensis
Stelis chihobensis är en orkidéart som beskrevs av Oakes Ames. Stelis chihobensis ingår i släktet Stelis och familjen orkidéer. Inga underarter finns listade i Catalogue of Life.